# Lois Lebouthiller
Lois Lebouthiller (1940 circa) è un'ex sciatrice alpina canadese.

## Biografia
Lois Lebouthiller vinse il titolo nazionale di slalom speciale e di combinata nel 1960; non prese parte a rassegne olimpiche o iridate e non ottenne risultati internazionali di rilievo.

## Palmarès

### Campionati canadesi
- 2 ori (slalom speciale, combinata nel 1960)[1][senza fonte]